# Alice Guy-Blaché
Alice Ida Antoinette Guy-Blaché, född 1 juli 1873 i Paris, död 24 mars 1968 i New Jersey, var en av filmkonstens pionjärer. Som regissör, manusförfattare och producent medverkade hon i över 700 stumfilmer.

## Biografi
Alice Guys föräldrar drev en bokhandelskedja i Chile. När hennes mor blev gravid återvände hon hem till Paris för att föda barnet. Under de första åren av sitt liv bodde Alice dels hos sin farmor i Schweiz, dels med familjen i Chile. Hon skickades sedan för att studera på en internatskola i Frankrike. 

### Gaumont Cinéma, Frankrike
År 1894 anställdes Alice Guy av Léon Gaumont som sekreterare på hans företag som tillverkade och sålde kameror. När bolaget gick i konkurs köpte Gaumont det nedlagda företagets inventarier och började ett filmproduktionsbolag som snart blev en viktig kraft i den spirande filmindustrin i Frankrike. Alice Guy beslutade sig för att följa med till det nya produktionsbolaget Gaumont. Hennes beslut ledde till en banbrytande karriär inom film som omfattar mer än tjugofem år och där hon som regissör, manusförfattare eller producent medverkade i hundratals filmer. 
Från 1896 till 1906 var Alice Guy Gaumonts produktionschef och en av dess regissörer. Hennes betydelse för filmkonsten kan inte överskattas; hon anses vara den första filmregissören som systematiskt arbetade med att utveckla själva filmberättandet; hon gjorde högbudgetproduktioner som till exempel Kristi liv (1906), en produktion med 300 statister; hon var pionjär när det gäller användningen av ljudupptagningar i samband med rörliga bilder (med Gaumonts "Chronophone"-system, ett system som använde en slags ljudskiva som synkroniserades med filmen); hon var en innovatör som testade specialeffekter – dubbelexponering, maskningstekniker och att köra film baklänges.

### Solax Company, USA
År 1907 gifte sig Alice Guy med Herbert Blaché som utsågs till produktionschef för Gaumonts verksamhet i USA. Efter ett par år vid Gaumont i USA startade Alice och hennes make, tillsammans med George A. Magie, bolaget The Solax Company, den största filmstudion i USA före Hollywoodepoken. Bolaget var baserat i Flushing, New York. Hennes man var produktionschef samt filmfotograf och Alice Guy-Blaché arbetade som konstnärlig ledare och regisserade flera av bolagets filmer. Inom två år hade de blivit så framgångsrika att de kunde investera över 100 000 dollar i nya och tekniskt avancerade anläggningar för filmproduktion i Fort Lee, New Jersey, en plats som snabbt blev filmens huvudstad i Amerika. 

### Efter Solax Company
Alice Guy och hennes make skilde sig 1917 och deras filmpartnerskap upphörde också. I och med att filmindustrin vid denna tid flyttade från ostkusten till Hollywood och Kaliforniens mer gästvänliga och kostnadseffektiva klimat lades Solax Company ned.
Efter skilsmässan, och efter att Solax Company avvecklats, började Alice Guy-Blaché arbeta för William Randolph Hearst och hans bolag International Film Service. Hon återvände till Frankrike 1922 och kom inte att göra fler filmer. Under de följande trettio åren gav hon föreläsningar om film och skrev romaner. 
Efter att nästan ha varit bortglömd under flera decennier tilldelades hon Hederslegionen för sina insatser inom film av franska regeringen 1953.
Alice Guy-Blaché gifte aldrig om sig och 1964 återvände hon till USA för att bo med en av sina döttrar. Hon dog på ett äldreboende i Mahwah, New Jersey 1968.

## Eftermäle
”Påbörjad i den förhistoriska perioden och avslutad innan filmhistorien börjat, har Alice Guy-Balchés karriär på båda sidor av Atlanten antingen blivit bortglömd eller tillerkänd andra personer.”  Francis Lacassin i filmtidningen Sight and Sound 1971.
”Trots att hon blev dekorerad av den franska regeringen med Hederslegionen för sitt pionjärarbete inom stumfilmen och att hon skrev, regisserade och producerade hundratals filmer och blev en av de mest uppskattade filmregissörerna under den amerikanska filmens tidiga år, har Alice Guy-Blachés bidrag till filmkonsten totalt glömts bort.” Marquise Lepage i filmen The Lost Garden: The Life and Cinema of  Alice Guy-Blaché, 1995.
De tidiga stumfilmsregissörer som omnämns i filmhistorien är Lumière och Méliès, aldrig eller sällan Alice Guy-Blache. Filmhistorikern Amelie Hastie menar att det dels beror på den enkönade historiesynen men också på att hennes filmer glömts bort helt enkelt därför att de inte finns, de flesta av hennes filmer har inte bevarats. På Internet Movie Databas (Imdb) finns dock 463 filmer nämnda med Guy-Blaché som regissör, 32 som producent och 18 som manusförfattare.
Vintern 2009–2010 hedrade Whitney museum i New York Alice Guy-Blaché med en utställning och retrospektiv.

## Filmografi
- 1917 – House of Cards